# Peter Bartalský
Peter Bartalský (* 27. ledna 1978, Malacky) je slovenský fotbalový brankář, hráč klubu FK Bohemians Praha (Střížkov).

## Reprezentační kariéra
V roce 2000 byl členem slovenského týmu U21, jenž obsadil na domácím Mistrovství Evropy ve fotbale hráčů do 21 let 4. místo.